# Malagassisch voetbalelftal (mannen)
Het Malagassisch voetbalelftal is een team van voetballers dat Madagaskar vertegenwoordigt bij internationale wedstrijden zoals de kwalificatiewedstrijden voor het WK en het Afrikaans kampioenschap.
De Fédération Malagasy de Football werd in 1961 opgericht en is aangesloten bij de COSAFA, de CAF en de FIFA (sinds 1964). Het Malagassisch voetbalelftal behaalde in december 1992 met de 74e plaats de hoogste positie op de FIFA-wereldranglijst, in maart 2014 werd met de 190e plaats de laagste positie bereikt.

## Deelnames aan internationale toernooien

### Wereldkampioenschap
| Wereldkampioenschap voetbal overzicht | Wereldkampioenschap voetbal overzicht | Wereldkampioenschap voetbal overzicht | Wereldkampioenschap voetbal overzicht | Wereldkampioenschap voetbal overzicht | Wereldkampioenschap voetbal overzicht | Wereldkampioenschap voetbal overzicht | Wereldkampioenschap voetbal overzicht | Wereldkampioenschap voetbal overzicht |
| Jaar                                  | Ronde                                 | Wed.                                  | W                                     | G                                     | V                                     | DV                                    | DT                                    |                                       |
| ------------------------------------- | ------------------------------------- | ------------------------------------- | ------------------------------------- | ------------------------------------- | ------------------------------------- | ------------------------------------- | ------------------------------------- | ------------------------------------- |
| 1974                                  | Teruggetrokken                        | Teruggetrokken                        | Teruggetrokken                        | Teruggetrokken                        | Teruggetrokken                        | Teruggetrokken                        | Teruggetrokken                        | Teruggetrokken                        |
| 1978                                  | Geen deelname                         | Geen deelname                         | Geen deelname                         | Geen deelname                         | Geen deelname                         | Geen deelname                         | Geen deelname                         | Geen deelname                         |
| 1982                                  | Niet gekwalificeerd                   | Niet gekwalificeerd                   | Niet gekwalificeerd                   | Niet gekwalificeerd                   | Niet gekwalificeerd                   | Niet gekwalificeerd                   | Niet gekwalificeerd                   | Niet gekwalificeerd                   |
| 1986                                  | Niet gekwalificeerd                   | Niet gekwalificeerd                   | Niet gekwalificeerd                   | Niet gekwalificeerd                   | Niet gekwalificeerd                   | Niet gekwalificeerd                   | Niet gekwalificeerd                   | Niet gekwalificeerd                   |
| 1990                                  | Geen deelname                         | Geen deelname                         | Geen deelname                         | Geen deelname                         | Geen deelname                         | Geen deelname                         | Geen deelname                         | Geen deelname                         |
| 1994                                  | Niet gekwalificeerd                   | Niet gekwalificeerd                   | Niet gekwalificeerd                   | Niet gekwalificeerd                   | Niet gekwalificeerd                   | Niet gekwalificeerd                   | Niet gekwalificeerd                   | Niet gekwalificeerd                   |
| 1998                                  | Niet gekwalificeerd                   | Niet gekwalificeerd                   | Niet gekwalificeerd                   | Niet gekwalificeerd                   | Niet gekwalificeerd                   | Niet gekwalificeerd                   | Niet gekwalificeerd                   | Niet gekwalificeerd                   |
| 2002                                  | Niet gekwalificeerd                   | Niet gekwalificeerd                   | Niet gekwalificeerd                   | Niet gekwalificeerd                   | Niet gekwalificeerd                   | Niet gekwalificeerd                   | Niet gekwalificeerd                   | Niet gekwalificeerd                   |
| 2006                                  | Niet gekwalificeerd                   | Niet gekwalificeerd                   | Niet gekwalificeerd                   | Niet gekwalificeerd                   | Niet gekwalificeerd                   | Niet gekwalificeerd                   | Niet gekwalificeerd                   | Niet gekwalificeerd                   |
| 2010                                  | Niet gekwalificeerd                   | Niet gekwalificeerd                   | Niet gekwalificeerd                   | Niet gekwalificeerd                   | Niet gekwalificeerd                   | Niet gekwalificeerd                   | Niet gekwalificeerd                   | Niet gekwalificeerd                   |
| 2014                                  | Niet gekwalificeerd                   | Niet gekwalificeerd                   | Niet gekwalificeerd                   | Niet gekwalificeerd                   | Niet gekwalificeerd                   | Niet gekwalificeerd                   | Niet gekwalificeerd                   | Niet gekwalificeerd                   |
| 2018                                  | Niet gekwalificeerd                   | Niet gekwalificeerd                   | Niet gekwalificeerd                   | Niet gekwalificeerd                   | Niet gekwalificeerd                   | Niet gekwalificeerd                   | Niet gekwalificeerd                   | Niet gekwalificeerd                   |
| 2022                                  | Niet gekwalificeerd                   | Niet gekwalificeerd                   | Niet gekwalificeerd                   | Niet gekwalificeerd                   | Niet gekwalificeerd                   | Niet gekwalificeerd                   | Niet gekwalificeerd                   | Niet gekwalificeerd                   |
| 2026                                  | kwalificatie                          | kwalificatie                          | kwalificatie                          | kwalificatie                          | kwalificatie                          | kwalificatie                          | kwalificatie                          | kwalificatie                          |

### Afrikaans kampioenschap
| Afrikaans kampioenschap voetbal overzicht | Afrikaans kampioenschap voetbal overzicht | Afrikaans kampioenschap voetbal overzicht | Afrikaans kampioenschap voetbal overzicht | Afrikaans kampioenschap voetbal overzicht | Afrikaans kampioenschap voetbal overzicht | Afrikaans kampioenschap voetbal overzicht | Afrikaans kampioenschap voetbal overzicht | Afrikaans kampioenschap voetbal overzicht |
| Jaar                                      | Ronde                                     | Wed.                                      | W                                         | G                                         | V                                         | DV                                        | DT                                        | Kwal                                      |
| ----------------------------------------- | ----------------------------------------- | ----------------------------------------- | ----------------------------------------- | ----------------------------------------- | ----------------------------------------- | ----------------------------------------- | ----------------------------------------- | ----------------------------------------- |
| 1972                                      | Niet gekwalificeerd                       | Niet gekwalificeerd                       | Niet gekwalificeerd                       | Niet gekwalificeerd                       | Niet gekwalificeerd                       | Niet gekwalificeerd                       | Niet gekwalificeerd                       | Niet gekwalificeerd                       |
| 1974                                      | Niet gekwalificeerd                       | Niet gekwalificeerd                       | Niet gekwalificeerd                       | Niet gekwalificeerd                       | Niet gekwalificeerd                       | Niet gekwalificeerd                       | Niet gekwalificeerd                       | Niet gekwalificeerd                       |
| 1976                                      | Teruggetrokken                            | Teruggetrokken                            | Teruggetrokken                            | Teruggetrokken                            | Teruggetrokken                            | Teruggetrokken                            | Teruggetrokken                            | Teruggetrokken                            |
| 1978                                      | Geen deelname                             | Geen deelname                             | Geen deelname                             | Geen deelname                             | Geen deelname                             | Geen deelname                             | Geen deelname                             | Geen deelname                             |
| 1980                                      | Niet gekwalificeerd                       | Niet gekwalificeerd                       | Niet gekwalificeerd                       | Niet gekwalificeerd                       | Niet gekwalificeerd                       | Niet gekwalificeerd                       | Niet gekwalificeerd                       | Niet gekwalificeerd                       |
| 1982                                      | Niet gekwalificeerd                       | Niet gekwalificeerd                       | Niet gekwalificeerd                       | Niet gekwalificeerd                       | Niet gekwalificeerd                       | Niet gekwalificeerd                       | Niet gekwalificeerd                       | Niet gekwalificeerd                       |
| 1984                                      | Niet gekwalificeerd                       | Niet gekwalificeerd                       | Niet gekwalificeerd                       | Niet gekwalificeerd                       | Niet gekwalificeerd                       | Niet gekwalificeerd                       | Niet gekwalificeerd                       | Niet gekwalificeerd                       |
| 1986                                      | Niet gekwalificeerd                       | Niet gekwalificeerd                       | Niet gekwalificeerd                       | Niet gekwalificeerd                       | Niet gekwalificeerd                       | Niet gekwalificeerd                       | Niet gekwalificeerd                       | Niet gekwalificeerd                       |
| 1988                                      | Niet gekwalificeerd                       | Niet gekwalificeerd                       | Niet gekwalificeerd                       | Niet gekwalificeerd                       | Niet gekwalificeerd                       | Niet gekwalificeerd                       | Niet gekwalificeerd                       | Niet gekwalificeerd                       |
| 1990                                      | Teruggetrokken                            | Teruggetrokken                            | Teruggetrokken                            | Teruggetrokken                            | Teruggetrokken                            | Teruggetrokken                            | Teruggetrokken                            | Teruggetrokken                            |
| 1992                                      | Niet gekwalificeerd                       | Niet gekwalificeerd                       | Niet gekwalificeerd                       | Niet gekwalificeerd                       | Niet gekwalificeerd                       | Niet gekwalificeerd                       | Niet gekwalificeerd                       | Niet gekwalificeerd                       |
| 1994                                      | Geen deelname                             | Geen deelname                             | Geen deelname                             | Geen deelname                             | Geen deelname                             | Geen deelname                             | Geen deelname                             | Geen deelname                             |
| 1996                                      | Teruggetrokken                            | Teruggetrokken                            | Teruggetrokken                            | Teruggetrokken                            | Teruggetrokken                            | Teruggetrokken                            | Teruggetrokken                            | Teruggetrokken                            |
| 1998                                      | Uitgesloten van deelname                  | Uitgesloten van deelname                  | Uitgesloten van deelname                  | Uitgesloten van deelname                  | Uitgesloten van deelname                  | Uitgesloten van deelname                  | Uitgesloten van deelname                  | Uitgesloten van deelname                  |
| 2000                                      | Niet gekwalificeerd                       | Niet gekwalificeerd                       | Niet gekwalificeerd                       | Niet gekwalificeerd                       | Niet gekwalificeerd                       | Niet gekwalificeerd                       | Niet gekwalificeerd                       | Niet gekwalificeerd                       |
| 2002                                      | Niet gekwalificeerd                       | Niet gekwalificeerd                       | Niet gekwalificeerd                       | Niet gekwalificeerd                       | Niet gekwalificeerd                       | Niet gekwalificeerd                       | Niet gekwalificeerd                       | Niet gekwalificeerd                       |
| 2004                                      | Niet gekwalificeerd                       | Niet gekwalificeerd                       | Niet gekwalificeerd                       | Niet gekwalificeerd                       | Niet gekwalificeerd                       | Niet gekwalificeerd                       | Niet gekwalificeerd                       | Niet gekwalificeerd                       |

| Afrika Cup overzicht | Afrika Cup overzicht | Afrika Cup overzicht | Afrika Cup overzicht | Afrika Cup overzicht | Afrika Cup overzicht | Afrika Cup overzicht | Afrika Cup overzicht | Afrika Cup overzicht |
| Jaar                 | Ronde                | Wed.                 | W                    | G                    | V                    | DV                   | DT                   | Kwal                 |
| -------------------- | -------------------- | -------------------- | -------------------- | -------------------- | -------------------- | -------------------- | -------------------- | -------------------- |
| 2006                 | Niet gekwalificeerd  | Niet gekwalificeerd  | Niet gekwalificeerd  | Niet gekwalificeerd  | Niet gekwalificeerd  | Niet gekwalificeerd  | Niet gekwalificeerd  | Niet gekwalificeerd  |
| 2008                 | Niet gekwalificeerd  | Niet gekwalificeerd  | Niet gekwalificeerd  | Niet gekwalificeerd  | Niet gekwalificeerd  | Niet gekwalificeerd  | Niet gekwalificeerd  | Niet gekwalificeerd  |
| 2010                 | Niet gekwalificeerd  | Niet gekwalificeerd  | Niet gekwalificeerd  | Niet gekwalificeerd  | Niet gekwalificeerd  | Niet gekwalificeerd  | Niet gekwalificeerd  | Niet gekwalificeerd  |
| 2012                 | Niet gekwalificeerd  | Niet gekwalificeerd  | Niet gekwalificeerd  | Niet gekwalificeerd  | Niet gekwalificeerd  | Niet gekwalificeerd  | Niet gekwalificeerd  | Niet gekwalificeerd  |
| 2013                 | Niet gekwalificeerd  | Niet gekwalificeerd  | Niet gekwalificeerd  | Niet gekwalificeerd  | Niet gekwalificeerd  | Niet gekwalificeerd  | Niet gekwalificeerd  | Niet gekwalificeerd  |
| 2015                 | Niet gekwalificeerd  | Niet gekwalificeerd  | Niet gekwalificeerd  | Niet gekwalificeerd  | Niet gekwalificeerd  | Niet gekwalificeerd  | Niet gekwalificeerd  | Niet gekwalificeerd  |
| 2017                 | Niet gekwalificeerd  | Niet gekwalificeerd  | Niet gekwalificeerd  | Niet gekwalificeerd  | Niet gekwalificeerd  | Niet gekwalificeerd  | Niet gekwalificeerd  | Niet gekwalificeerd  |
| 2019                 | Kwartfinale          | 5                    | 2                    | 2                    | 1                    | 7                    | 7                    | (Kwal.)              |
| 2021                 | Niet gekwalificeerd  | Niet gekwalificeerd  | Niet gekwalificeerd  | Niet gekwalificeerd  | Niet gekwalificeerd  | Niet gekwalificeerd  | Niet gekwalificeerd  | Niet gekwalificeerd  |
| 2023                 | Niet gekwalificeerd  | Niet gekwalificeerd  | Niet gekwalificeerd  | Niet gekwalificeerd  | Niet gekwalificeerd  | Niet gekwalificeerd  | Niet gekwalificeerd  | Niet gekwalificeerd  |
| 2025                 | Niet gekwalificeerd  | Niet gekwalificeerd  | Niet gekwalificeerd  | Niet gekwalificeerd  | Niet gekwalificeerd  | Niet gekwalificeerd  | Niet gekwalificeerd  | Niet gekwalificeerd  |

### African Championship of Nations
| African Championship of Nations overzicht | African Championship of Nations overzicht | African Championship of Nations overzicht | African Championship of Nations overzicht | African Championship of Nations overzicht | African Championship of Nations overzicht | African Championship of Nations overzicht | African Championship of Nations overzicht | African Championship of Nations overzicht |
| Jaar                                      | Ronde                                     | Wed.                                      | W                                         | G                                         | V                                         | DV                                        | DT                                        | Kwal                                      |
| ----------------------------------------- | ----------------------------------------- | ----------------------------------------- | ----------------------------------------- | ----------------------------------------- | ----------------------------------------- | ----------------------------------------- | ----------------------------------------- | ----------------------------------------- |
| 2009                                      | Geen deelname                             | Geen deelname                             | Geen deelname                             | Geen deelname                             | Geen deelname                             | Geen deelname                             | Geen deelname                             | Geen deelname                             |
| 2011                                      | Niet gekwalificeerd                       | Niet gekwalificeerd                       | Niet gekwalificeerd                       | Niet gekwalificeerd                       | Niet gekwalificeerd                       | Niet gekwalificeerd                       | Niet gekwalificeerd                       | Niet gekwalificeerd                       |
| 2014                                      | Geen deelname                             | Geen deelname                             | Geen deelname                             | Geen deelname                             | Geen deelname                             | Geen deelname                             | Geen deelname                             | Geen deelname                             |
| 2018                                      | Niet gekwalificeerd                       | Niet gekwalificeerd                       | Niet gekwalificeerd                       | Niet gekwalificeerd                       | Niet gekwalificeerd                       | Niet gekwalificeerd                       | Niet gekwalificeerd                       | Niet gekwalificeerd                       |
| 2020                                      | Niet gekwalificeerd                       | Niet gekwalificeerd                       | Niet gekwalificeerd                       | Niet gekwalificeerd                       | Niet gekwalificeerd                       | Niet gekwalificeerd                       | Niet gekwalificeerd                       | Niet gekwalificeerd                       |
| 2022                                      | Derde                                     | 6                                         | 5                                         | 0                                         | 1                                         | 12                                        | 3                                         | (Kwal.)                                   |

### COSAFA Cup
| COSAFA Cup overzicht | COSAFA Cup overzicht     | COSAFA Cup overzicht     | COSAFA Cup overzicht     | COSAFA Cup overzicht     | COSAFA Cup overzicht     | COSAFA Cup overzicht     | COSAFA Cup overzicht     | COSAFA Cup overzicht     |
| Jaar                 | Ronde                    | Wed.                     | W                        | G                        | V                        | DV                       | DT                       |                          |
| -------------------- | ------------------------ | ------------------------ | ------------------------ | ------------------------ | ------------------------ | ------------------------ | ------------------------ | ------------------------ |
| 1997–1999            | Geen COSAFA-lid          | Geen COSAFA-lid          | Geen COSAFA-lid          | Geen COSAFA-lid          | Geen COSAFA-lid          | Geen COSAFA-lid          | Geen COSAFA-lid          | Geen COSAFA-lid          |
| 2000                 | Uitgesloten van deelname | Uitgesloten van deelname | Uitgesloten van deelname | Uitgesloten van deelname | Uitgesloten van deelname | Uitgesloten van deelname | Uitgesloten van deelname | Uitgesloten van deelname |
| 2001                 | Uitgesloten van deelname | Uitgesloten van deelname | Uitgesloten van deelname | Uitgesloten van deelname | Uitgesloten van deelname | Uitgesloten van deelname | Uitgesloten van deelname | Uitgesloten van deelname |
| 2002                 | Kwartfinale              | 2                        | 1                        | 1                        | 0                        | 3                        | 2                        |                          |
| 2003                 | Kwartfinale              | 2                        | 1                        | 0                        | 1                        | 2                        | 3                        |                          |
| 2004                 | Voorronde                | 1                        | 0                        | 0                        | 1                        | 0                        | 2                        |                          |
| 2005                 | Groepsfase               | 1                        | 0                        | 0                        | 1                        | 0                        | 2                        |                          |
| 2006                 | Groepsfase               | 2                        | 0                        | 0                        | 2                        | 0                        | 4                        |                          |
| 2007                 | Groepsfase               | 2                        | 1                        | 0                        | 1                        | 5                        | 1                        |                          |
| 2008                 | Vierde                   | 6                        | 2                        | 2                        | 2                        | 6                        | 7                        |                          |
| 2009                 | Teruggetrokken           | Teruggetrokken           | Teruggetrokken           | Teruggetrokken           | Teruggetrokken           | Teruggetrokken           | Teruggetrokken           | Teruggetrokken           |
| 2013                 | Geen deelname            | Geen deelname            | Geen deelname            | Geen deelname            | Geen deelname            | Geen deelname            | Geen deelname            | Geen deelname            |
| 2015                 | Derde                    | 3                        | 4                        | 1                        | 1                        | 11                       | 7                        |                          |
| 2016                 | Groepsfase               | 3                        | 1                        | 1                        | 1                        | 1                        | 0                        |                          |
| 2017                 | Groepsfase               | 3                        | 2                        | 1                        | 0                        | 6                        | 1                        |                          |
| 2018                 | Vierde                   | 6                        | 2                        | 2                        | 2                        | 4                        | 4                        |                          |
| 2019–2021            | Geen deelname            | Geen deelname            | Geen deelname            | Geen deelname            | Geen deelname            | Geen deelname            | Geen deelname            |                          |
| 2022                 | Verliezersronde          | 2                        | 0                        | 0                        | 2                        | 1                        | 4                        |                          |
| 2023–2024            | Geen deelname            | Geen deelname            | Geen deelname            | Geen deelname            | Geen deelname            | Geen deelname            | Geen deelname            |                          |
| 2025                 | Vierde                   | 4                        | 1                        | 1                        | 2                        | 3                        | 6                        |                          |

## Afrika Cup 2019
Madagaskar nam voor het eerst deel aan de Afrika Cup in 2019. Op dit toernooi, dat plaatsvond in Egypte, presteerde het Malagassisch elftal boven alle verwachtingen. In de poule eindigde het land namelijk op de bovenste plek na een gelijkspel tegen het Guinee (2-2) en overwinningen op Burundi (1-0) en Nigeria (2-0). In de Achtste Finale versloeg Madagaskar na strafschoppen Congo-Kinshasa met 4-2. De wedstrijd moest beslist worden na penalty’s nadat er na 120 minuten spelen door beide ploegen tweemaal gescoord was. In de kwartfinale nam Madagaskar het op tegen Tunesië. De wedstrijd tegen de Tunesiërs betekende het eindstation voor de Malagassen. Er werd namelijk, na een 0-0-ruststand, met 0-3 verloren.
Bijgewerkt tot 13 juli 2019

### Selectie Afrika Cup 2019
Bijgewerkt tot 7 juli 2019
| Keepers       |                     |                               |    |    |                    |
| 1             | Vlag van Madagaskar | Ibrahima Dabo                 | 10 | 0  | JS Saint-Pierroise |
| 16            | Vlag van Madagaskar | Jean Dieu-Donné Randrianasolo | 33 | 0  | CNaPS Sport        |
| 23            | Vlag van Madagaskar | Melvin Adrien                 | 7  | 0  | FC Martigues       |
| Verdedigers   |                     |                               |    |    |                    |
| 4             | Vlag van Madagaskar | Gervais Randrianarisoa        | 27 | 1  | JS Saint-Pierroise |
| 5             | Vlag van Madagaskar | Pascal Razakanantenaina       | 22 | 2  | JS Saint-Pierroise |
| 14            | Vlag van Madagaskar | Jérémy Morel                  | 6  | 0  | Olympique Lyon     |
| 17            | Vlag van Madagaskar | Toavina Rambeloson            | 7  | 0  | Arras Football     |
| 20            | Vlag van Madagaskar | Romain Métanire               | 13 | 0  | Minnesota United   |
| 21            | Vlag van Madagaskar | Thomas Fontaine               | 15 | 0  | Stade de Reims     |
| 22            | Vlag van Madagaskar | Jérôme Mombris                | 14 | 0  | Grenoble Foot 38   |
| Middenvelders |                     |                               |    |    |                    |
| 3             | Vlag van Madagaskar | Romario Rakotoarisoa          | 12 | 0  | Fosa Juniors       |
| 6             | Vlag van Madagaskar | Marco Ilaimaharitra           | 11 | 1  | Sporting Charleroi |
| 7             | Vlag van Madagaskar | Dimitry Caloin                | 4  | 0  | Les Herbiers VF    |
| 8             | Vlag van Madagaskar | Arohasina Andrianarimanana    | 19 | 1  | Kaizer Chiefs      |
| 13            | Vlag van Madagaskar | Anicet Abel                   | 12 | 2  | FC Ludogorets      |
| 15            | Vlag van Madagaskar | Ibrahim Amada                 | 11 | 1  | MC Alger           |
| 18            | Vlag van Madagaskar | Rayan Raveloson               | 7  | 1  | Troyes AC          |
| Aanvallers    |                     |                               |    |    |                    |
| 2             | Vlag van Madagaskar | Carolus Andriamatsinoro       | 33 | 10 | Al-Adalah          |
| 9             | Vlag van Madagaskar | Faneva Imà Andriatsima        | 36 | 14 | Clermont Foot 63   |
| 10            | Vlag van Madagaskar | Njiva Rakotoharimalala        | 25 | 9  | Samut Sakhon       |
| 11            | Vlag van Madagaskar | Paulin Voavy                  | 39 | 12 | El Makasa          |
| 12            | Vlag van Madagaskar | Lalaina                       | 31 | 3  | Paris FC           |
| 19            | Vlag van Madagaskar | William Gros                  | 3  | 0  | AS Vitré           |

## FIFA-wereldranglijst[3]
| 1993 | 1994 | 1995 | 1996 | 1997 | 1998 | 1999 | 2000 | 2001 | 2002 | 2003 | 2004 | 2005 | 2006 | 2007 | 2008 | 2009 | 2010 | 2011 | 2012 | 2013 | 2014 | 2015 | 2016 | 2017 | 2018 |
| ---- | ---- | ---- | ---- | ---- | ---- | ---- | ---- | ---- | ---- | ---- | ---- | ---- | ---- | ---- | ---- | ---- | ---- | ---- | ---- | ---- | ---- | ---- | ---- | ---- | ---- |
| 89   | 111  | 132  | 140  | 163  | 150  | 134  | 114  | 122  | 101  | 118  | 147  | 149  | 184  | 149  | 135  | 158  | 155  | 160  | 179  | 187  | 147  | 128  | 133  | 108  | 106  |

FMF · A-internationals · Malagassisch vrouwenelftal
1960 – 1969 ·
1970 – 1979 ·
1980 – 1989 ·
1990 – 1999 ·
2000 – 2009 ·
2010 – 2019 ·
2020 − 2029
1963 ·
1964 ·
1965 ·
1966 · 
1967 ·
1968 ·
1969 · 
1970 · 
1971 · 
1972 ·
1973 · 
1974 ·
1975 ·
1976 ·
1977 ·
1978 · 
1979 ·
1980 · 
1981 · 
1982 ·
1983 · 
1984 ·
1985 · 
1986 ·
1987 ·
1988 ·
1989 ·
1990 ·
1991 ·
1992 ·
1993 ·
1994 · 
1995 ·
1996 ·
1997 ·
1998 ·
1999 · 
2000 · 
2001 · 
2002 · 
2003 · 
2004 · 
2005 · 
2006 · 
2007 · 
2008 · 
2009 · 
2010 · 
2011 · 
2012 · 
2013 ·
2014 ·
2015 ·
2016 ·
2017 ·
2018 ·
2019 ·
2020 ·
2021 ·
2022 ·
2023 ·
2024
Algerije ·
Angola ·
Benin ·
Botswana ·
Burkina Faso ·
Burundi ·
Centraal-Afrikaanse Republiek ·
Comoren ·
Congo-Brazzaville ·
Congo-Kinshasa ·
Egypte ·
Equatoriaal-Guinea ·
Ethiopië ·
Gabon ·
Gambia ·
Ghana ·
Guinee ·
Iran ·
Ivoorkust ·
Kaapverdië ·
Kameroen ·
Kenia ·
Kosovo ·
Lesotho ·
Liberia ·
Luxemburg ·
Malawi · 
Mali · 
Mauritanië ·
Mauritius · 
Mozambique · 
Namibië · 
Niger ·
Nigeria · 
Oeganda · 
Rwanda ·
Sao Tomé en Principe ·
Senegal ·
Seychellen · 
Soedan ·
Swaziland · 
Tanzania · 
Togo · 
Tsjaad ·
Tunesië · 
Zambia · 
Zimbabwe · 
Zuid-Afrika